# Yazi Hu
Yazi Hu (kinesiska: 鸭子湖) är en sjö i Kina. Den ligger i den autonoma regionen Tibet, i den sydvästra delen av landet, omkring 710 kilometer nordväst om regionhuvudstaden Lhasa. Yazi Hu ligger 4 800 meter över havet. Arean är 39 kvadratkilometer. Trakten runt Yazi Hu är ofruktbar med lite eller ingen växtlighet. Den sträcker sig 7,9 kilometer i nord-sydlig riktning, och 16,5 kilometer i öst-västlig riktning.
Genomsnittlig årsnederbörd är 305 millimeter. Den regnigaste månaden är juli, med i genomsnitt 101 mm nederbörd, och den torraste är december, med 1 mm nederbörd.